# Ożarów Mazowiecki
Ożarów Mazowiecki là một thị trấn thuộc huyện Warszawski Zachodni, tỉnh Mazowieckie ở trung-đông Ba Lan. Thị trấn có diện tích 6 km². Đến ngày 1 tháng 1 năm 2011, dân số của thị trấn là 8848 người và mật độ 1550 người/km².